# Marie-Louise O’Murphy

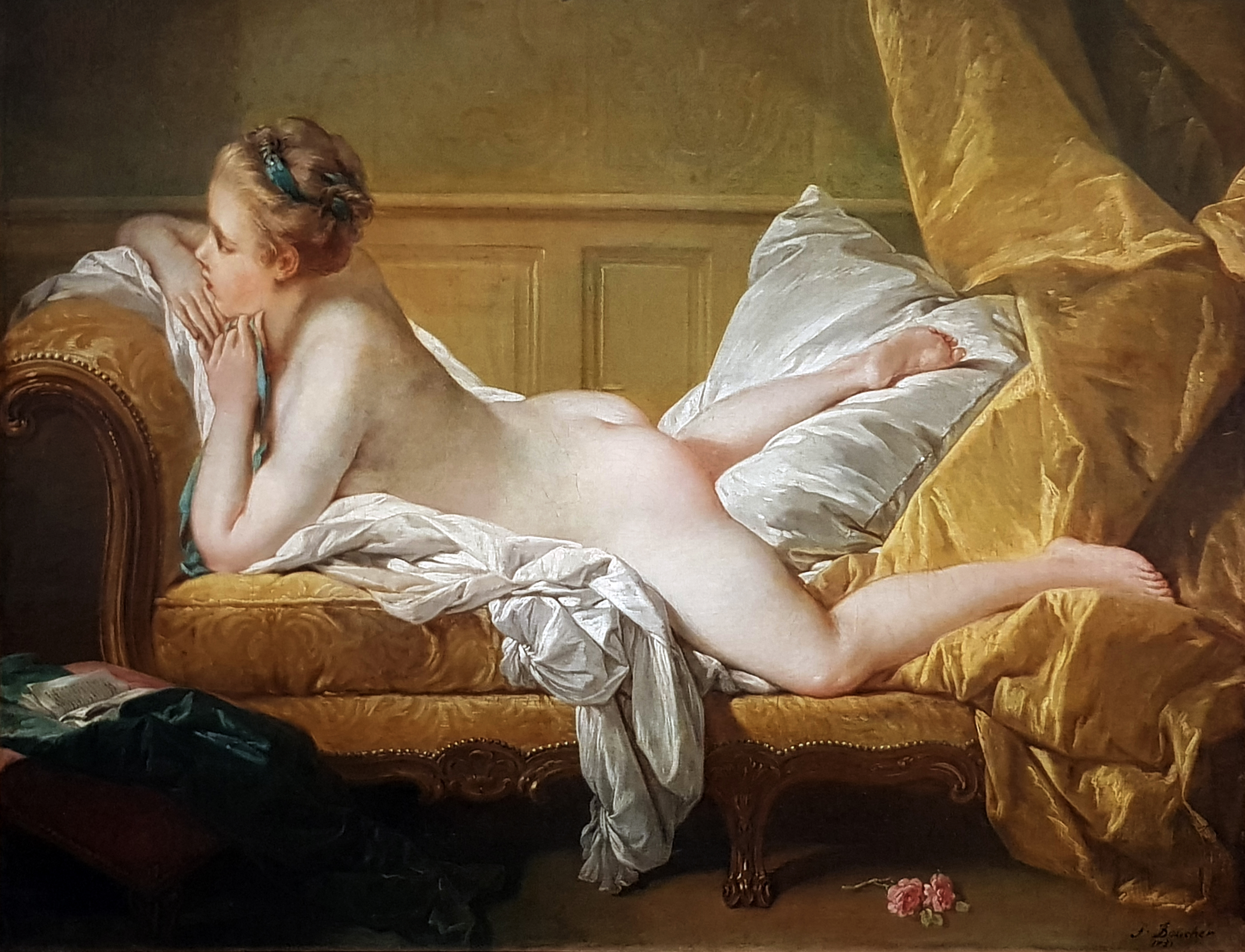
Ruhendes Mädchen von François Boucher, 1751, Wallraf-Richartz Museum

Marie-Louise O’Murphy (* 21. Oktober 1737 in Rouen; † 11. Dezember 1814 in Paris) war eine Kurtisane und Mätresse des französischen Königs Ludwig XV.

## Leben
Sie war die fünfte Tochter eines ausgedienten irischen Soldaten, der sich als Schuhmacher in Rouen niedergelassen hatte. Nach seinem Tod siedelte die Mutter mit den Kindern nach Paris über, wo sie sich selbst als Altkleiderhändlerin betätigte, während ihre Töchter als Schauspielerinnen oder Modelle arbeiteten.
1751/52, als Marie-Louise 14 Jahre alt war, stand sie nackt Modell für François Boucher, der zwei Ölbilder von ihr malte. Das Wallraf-Richartz-Museum & Fondation Corboud in Köln notiert zu seinem Bild Ruhendes Mädchen (Marie-Louise O’Murphy): „Das erste Pin-up girl“. Ihre Schönheit fiel einem Höfling auf, der sie Ludwig XV. vorstellte. Sie wurde eine der Mätressen des Königs und gebar ihm bald eine illegitime Tochter, Agathe Louise de Saint-Antoine (1754–1774). Der General de Beaufranchet dürfte auch der Beziehung entstammen, dies wurde jedoch nie zweifelsfrei nachgewiesen. Nachdem sie zwei Jahre lang Mätresse gewesen war, versuchte sie um 1754 die mächtige Lieblings-Mätresse des Königs, Madame de Pompadour, zu verdrängen. Sie verlor diesen Machtkampf, wurde mit einem Adligen verheiratet und vom Hof entfernt. Sie fand zwar in der Folge weitere Liebhaber im höfischen Umfeld, stieg aber nie wieder zu ihrem vorigen Status auf.
Marie-Louise O’Murphy heiratete 1755 Jacques de Beaufranchet, mit dem sie den Sohn Louis Charles Antoine de Beaufranchet hatte. 1759 heiratete sie Francois Nicolas Le Normant und 1798 schließlich den 30 Jahre jüngeren Louis-Philippe Dumont, den Abgeordneten des Départements Calvados im Nationalkonvent, von dem sie jedoch noch im selben Jahr geschieden wurde. Während der Französischen Revolution wurde sie auf Grund ihrer Verbindung zum Königshaus kurzzeitig inhaftiert.

## Roman
Das Leben von Marie-Louise O’Murphy ist Gegenstand des historischen Romans „Die irische Mätresse“ von Duncan Sprott, ISBN 3203820501 (1998).
| Personendaten    | Personendaten                                |
| ---------------- | -------------------------------------------- |
| NAME             | O’Murphy, Marie-Louise                       |
| ALTERNATIVNAMEN  | O’Murphy, Louison                            |
| KURZBESCHREIBUNG | Mätresse des französischen Königs Ludwig XV. |
| GEBURTSDATUM     | 21. Oktober 1737                             |
| GEBURTSORT       | Rouen                                        |
| STERBEDATUM      | 11. Dezember 1814                            |
| STERBEORT        | Paris                                        |